# إسحاق هايز
إسحاق هايز (بالإنجليزية: Isaac Hays) هو صحفي وفيلسوف أمريكي، ولد في 5 يوليو 1796، وتوفي في 12 أبريل 1879.